# Stomatin
Stomatin ist ein integrales Membranprotein, das vom Gen STOM kodiert wird. Es reguliert die Aktivität von Ionenkanälen, den Ionentransport und die Aktivität der ASIC2 und ASIC3-Kanäle. Das Protein ist lokalisiert an der inneren Zellmembran von Erythrozyten, die zum Zytoplasma weist. Wenn diese Lokalisation verloren geht, kann es zu hereditärer Stomatocytose kommen, einer Unterform von hämolytischer Anämie. Es wird durch Phosphorylierung durch eine cAMP-abhängige Proteinkinase aktiviert.
Die 3D Protein Struktur des Maus-Stomatins wurde 2012 aufgeklärt und die Dimerisierungsstelle charakterisiert.